# Cuneocythere
Cuneocythere is een geslacht van kreeftachtigen uit de klasse van de Ostracoda (mosselkreeftjes).

## Soorten
- Cuneocythere (Cuneocythere) marginata (Bosquet, 1852) Keij, 1957 †
- Cuneocythere (Monsmirabilia) altinota Al-furaih, 1980 †
- Cuneocythere (Monsmirabilia) gibbosa (Lienenklaus, 1900) Moos, 1973 †
- Cuneocythere (Monsmirabilia) keiji (Guha & Shukla, 1974) Bhandari, 1992 †
- Cuneocythere (Monsmirabilia) oblonga (Apostolescu, 1955) Keij, 1957 †
- Cuneocythere (Monsmirabilia) porifera Szczechura, 1965 †
- Cuneocythere (Monsmirabilia) subovata (Apostolescu, 1955) Keij, 1957 †
- Cuneocythere (Monsmirabilia) vulgaris Pietrzeniuk, 1969 †
- Cuneocythere aculeata Schneider in Nikitina & Schneider, 1966 †
- Cuneocythere ariminensis Ruggieri, 1956 †
- Cuneocythere corpuscula (Haskins, 1969) Guernet, 1992 †
- Cuneocythere foveolata (Bosquet, 1852) Faure & Guernet, 1988 †
- Cuneocythere lienenklausi Keij, 1957 †
- Cuneocythere marginata (Bosquet, 1852) Keij, 1957 †
- Cuneocythere nikitinae Schneider in Nikitina & Schneider, 1966 †
- Cuneocythere nodosa (Brady, 1878) Uffenorde, 1981
- Cuneocythere perfectusa Rosyjeva, 1962 †
- Cuneocythere praesulcata Lienenklaus, 1894 †
- Cuneocythere proplevis Pietrzeniuk, 1969 †
- Cuneocythere punctulata Lienenklaus, 1905 †
- Cuneocythere semipunctata (Brady, 1868) Peypouquet, 1971
- Cuneocythere truncata (Brady, 1868) Morkhoven, 1963